# Kriegswirtschaft
Unter Kriegswirtschaft oder Kriegsökonomie wird eine auf die Notwendigkeiten des Krieges ausgerichtete Wirtschaftsordnung einer Konfliktpartei verstanden, mit deren Hilfe diese versucht, die eigene Volkswirtschaft und die Wirtschaft der von ihr besetzten Gebiete so einzurichten oder umzugestalten, dass sie den Anforderungen der Kriegslage möglichst gut gerecht wird.
Typische Formen der Kriegswirtschaft sind entweder ein die Marktwirtschaft regulierender Interventionismus, der jedoch nicht den Markt oder das Privateigentum an Produktionsmitteln oder die Freizügigkeit der Arbeitnehmer vollständig aufhebt, oder aber eine zentralverwaltungswirtschaftliche (= planwirtschaftliche) Steuerung. Im letzteren Fall dürfen die Eigenheiten der Kriegswirtschaft allerdings nicht mit der Zentralverwaltungswirtschaft an sich verwechselt werden.
Ziel der wirtschaftlichen Mobilmachung ist die Bereitstellung von Gütern wie u. a. Waffen, Munition, militärischer Ausrüstung und Lebensmitteln zur Deckung des Armeebedarfs. Die daraus resultierende Rüstungsproduktion wird einerseits durch die Rohstoffbasis, die Verfügbarkeit von Arbeitskräften und die Kriegsfinanzierung begrenzt, andererseits schränkt sie selber die Versorgung der Bevölkerung und der zivilen Wirtschaft ein. Die beiden Sektoren konkurrieren um knappe Güter; über die Ressourcenallokation ist zu entscheiden.
Die Regulierung des Verbrauchs obliegt einem bürokratischen Verteilungssystem, dessen Effizienz letztlich über die materiellen Rahmenbedingungen der Kriegsführung im industriellen Zeitalter entscheidet.
Besondere Bedeutung erlangte die Kriegswirtschaftspolitik im Zweiten Weltkrieg. Aufgrund der Erfahrungen aus dem Ersten Weltkrieg und dem Scheitern einer zu Anfang des Zweiten Weltkriegs in einzelnen Ländern versuchten liberalen Kriegswirtschaft griffen alle beteiligten Staaten zu dirigistischen Kriegswirtschaftsmaßnahmen.
Die Reichsgruppe Industrie war die Selbstverwaltungsspitze der deutschen Industrie (neben weiteren wie Reichsgruppe Handel, Reichsgruppe Handwerk usw.). Daneben gab es regionale Wirtschaftskammern; es gab also eine Art Matrixorganisation. Der bekannte Jurist und Ökonom Franz Böhm (1895–1977) prägte für das vom NS-Regime Praktizierte den Begriff 'kombinierte Verfassung'.

## Neuzeit
Im Dreißigjährigen Krieg wurden die Finanzierung des Krieges und die Versorgung der Truppen hauptsächlich durch Kontributionen sichergestellt: Die Bewohner besetzter Gebiete mussten bis dahin vor allem Naturalien (Lebensmittel, Holz, Salz) bereitstellen. Der Söldnerführer Peter Ernst II. von Mansfeld prägte dafür das geflügelte Wort Der Krieg ernährt den Krieg. Friedrich Schiller nahm diese Formulierung auf und legte sie in Die Piccolomini, dem zweiten Teil seiner Wallenstein-Trilogie, dem kroatischen General Isolani in den Mund.
Eine wesentliche kriegswirtschaftliche Innovation des Feldherrn Albrecht von Wallenstein war es, auch Geld zur Bezahlung seiner Soldaten zu fordern. Durch diese „Kriegs- bzw. Besatzungssteuern“ wurde die Fähigkeit zur Kriegsführung von den finanziellen Möglichkeiten des Kriegsherrn entkoppelt, da er seine Truppen nun nicht mehr selbst bezahlen musste. Gleichzeitig stieg dadurch die Notwendigkeit weiterer Eroberungen, da die Kriegsherrn häufig den Sold nicht aus eigener Kraft bezahlen hätten können.

## 20. Jahrhundert bis heute

### Allgemein

#### Industrie
In marktwirtschaftlich organisierten Gesellschaften unterstützen die Eigentümer industrieller Produktions- und Forschungskapazitäten die Kriegsanstrengungen ihres Landes normalerweise freiwillig, sei es aus Patriotismus und/oder weil sie im Falle eines verloren Krieges den Verlust ihrer Vermögenswerte fürchten müssen (siehe zum Beispiel Deutsche Inflation 1914 bis 1923; Militärische Güter im Ersten Weltkrieg).
Deshalb kam es in der Vergangenheit eher selten zur Beschlagnahme von Fabriken oder Produktionsmitteln. Das Vorgehen großer Industriestaaten war daher meist auf eine Zusammenarbeit von Staat und Unternehmern, mit dem Ziel der Umstellung der Industriekapazitäten auf die Produktion kriegswichtiger Güter, gerichtet. Der Aus- oder Aufbau solcher Industrieanlagen wurde dabei oft mit zusätzlichen staatlichen Anreizen wie Preisgarantien, Beteiligung an den Baukosten, Bereitstellung von preisgünstigen Arbeitskräften (wie z. B. Kriegsgefangenen) und anderen Maßnahmen gefördert. Anders als bei rein staatlich geführten Unternehmen in einer Planwirtschaft wurden so die Erfahrungen und die größere Innovationskraft der Privatunternehmer für die Kriegswirtschaft genutzt bzw. erhalten. Dies war effizienter als der Aufbau einer Zentralverwaltungswirtschaft (= „Planwirtschaft“); die von Kriegsministerien oder den Anführern militärischer Organisationen geforderten Produktionsmengen können so in der Regel mit geringerem Rohstoffverbrauch und Personalbedarf, schneller und/oder qualitativ besser erreicht werden.
Wie Wilhelm Röpke formulierte, erwies es sich nach der Kriegslogik des 20. Jahrhunderts (speziell des "totalen" Zweiten Weltkriegs) als bedauerliche Notwendigkeit, die freie Marktwirtschaft durch einen Kriegskollektivismus abzulösen. Der totale Krieg habe nämlich die Tendenz, jede Nation in eine Art wirtschaftlichen Belagerungszustand zu versetzen, in dem sich die Rationierung wichtiger, durch Produktion oder Einfuhr aber nicht hinreichend beschaffbarer Güter geradezu aufzwingt. Eine enge Zusammenarbeit zwischen produzierender Industrie und Staat kann zur Entstehung von Kriegsgewinnlern führen.
Teilweise werden die Produktionsprioritäten verschoben und ein Teil der bisherigen Produktion ziviler Güter wird auf militärische Güter umgestellt.

#### Rohstoffe

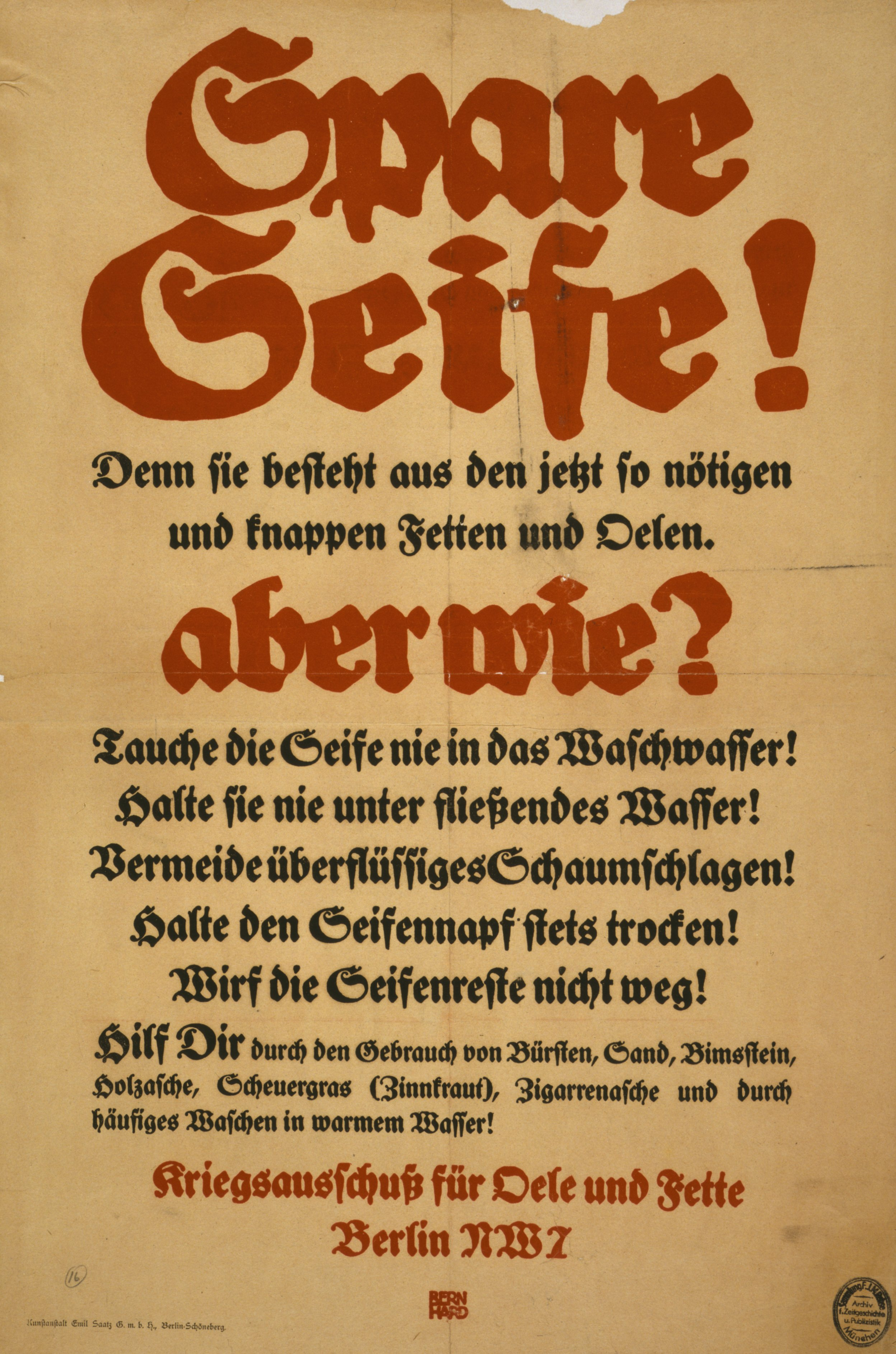
Deutsches Plakat ruft im Ersten Weltkrieg zur Einsparung von Seife durch die Bevölkerung auf

Bei kriegerischen Auseinandersetzungen treten durch den gestiegenen Bedarf des eigenen Militärs und durch die teilweise Unterbrechung von Rohstoffimporten in der Regel schnell Verknappungen ein. Besonders betroffen sind dabei Rohstoffe, die der kriegführende Staat nicht selbst fördern oder produzieren kann. Folglich müssen im Rahmen der Kriegswirtschaft schnell Vorkehrungen für eine gesicherte Versorgung des Militärs und der Zivilbevölkerung getroffen werden.
Dazu stehen der Verwaltung eines funktionierenden Staates verschiedene Mittel zur Verfügung:
- Ausbau der bisherigen Friedenskapazitäten der eigenen Industrie und Landwirtschaft.
- Neubau von Anlagen zur alternativen Gewinnung von Rohstoffen, die im Frieden unrentabel waren (wie z. B. die chemische Aktivierung von Luftstickstoff durch das Haber-Bosch-Verfahren).[9]
- Ausbeutung von Rohstoffen in Gebieten, die während des Krieges erbeutet wurden.
- Verstärkter Einkauf von Rohstoffen im neutralen Ausland, soweit möglich.
- alternative Beschaffung durch Blockadebrecher (z. B. Handels-U-Boote), Schmuggel, Schwarzmarktgeschäfte u. a.
- Werben / Propaganda für das Einsparen oder das Wiederverwerten von Rohstoffen durch die Bevölkerung; auch Werbung für Energiesparen
- Requirieren von Material. Beispiele: im Ersten Weltkrieg wurden in Deutschland Fahrradreifen requiriert, weil diese an der Front Mangelware waren.[10] Am 1. März 1917 wurden per Gesetz alle Kirchenglocken beschlagnahmt; ihre Ablieferung bis Juli/August 1917 wurde angeordnet. Im Zweiten Weltkrieg wurden Glocken für die Kriegsrüstung beschlagnahmt (siehe Ausschuss für die Rückführung der Glocken).

#### Finanzen

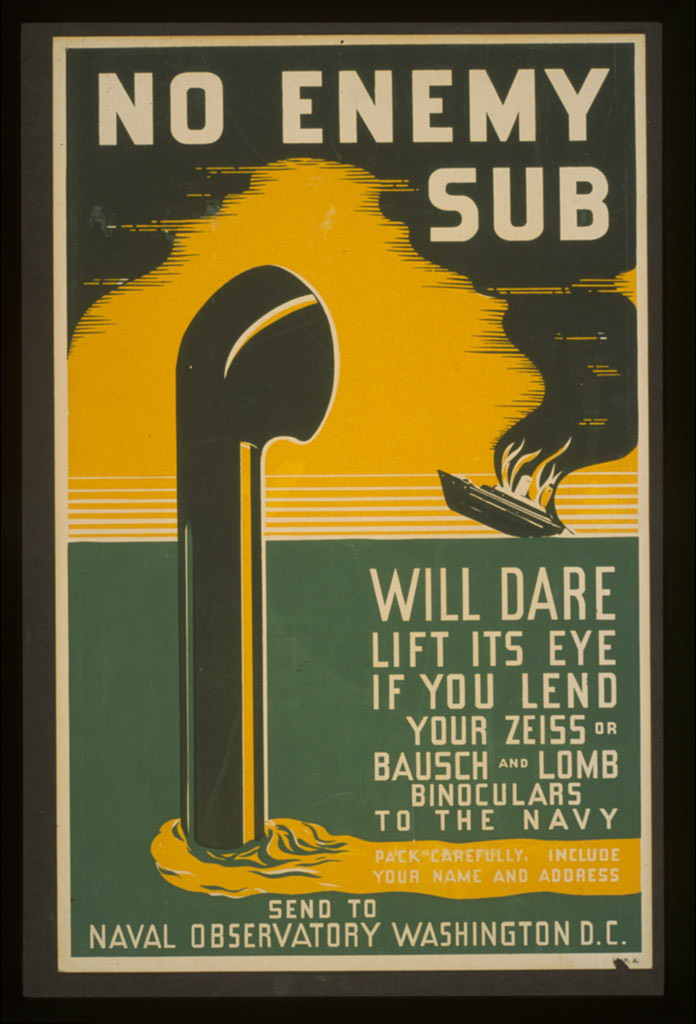
Amerikanisches Plakat ruft im Zweiten Weltkrieg zur Leihgabe privater Ferngläser an die US-Marine auf

Die Finanzierung des vergrößerten Militärs und des Ausbaus von Produktions- und Förderanlagen der Industrie erhöht von Kriegsbeginn an die staatlichen Ausgaben sprunghaft. Zur Deckung dieses Mehrbedarfs an Geld können Staaten und andere Kriegsteilnehmer verschiedene Wege gehen. Als Folge der enormen Summen, die insbesondere in den beiden Weltkriegen von den beteiligten Staaten aufzubringen waren, beschränkten sich die Möglichkeiten im Wesentlichen auf folgende Maßnahmen:
- Druck neuen Geldes
  - Vorteile: schnelle Deckung des Mehrbedarfs an Geld, keine zusätzliche Verschuldung
  - Nachteile: die gestiegene Menge an umlaufendem Geld führt zu Inflation (siehe z. B. Deutsche Inflation 1914 bis 1923).
- Kreditaufnahme
  - Vorteile: mittelfristige Deckung des Mehrbedarfs an Geld. Keine direkte Inflationsgefahr. Bei Krediten in Form von Kriegsanleihen erfolgt eine engere Bindung der zeichnenden Bevölkerung an den Kriegserfolg des eigenen Landes.
  - Nachteile: Einnahmen durch den Verkauf von Kriegsanleihen sind nicht garantiert, da sie vom Kauf- bzw. Zeichnungsverhalten der Bevölkerung abhängen. Geliehenes Geld muss später, mit Zinsen, vom Staat zurückgezahlt werden. Da die Kriegsdauer nicht immer absehbar ist, kann dies den Staat im Falle eines langen Krieges schwer belasten. Ausnahmen von diesen negativen Folgen sind durch die Unterstützung großzügiger Kreditgeber aber möglich (siehe z. B. Leih- und Pachtgesetz)
- Erhebung von zusätzlichen Steuern und Abgaben
  - Vorteile: mittelfristige Deckung des Mehrbedarfs an Geld.
  - Nachteile: die verringerte Menge an Geldmitteln der privaten Haushalte kann zu Deflation führen. Die Stimmung in der Bevölkerung und/oder der Wirtschaft kann sich verschlechtern und den Kriegserfolg beeinflussen.

Neben den beschriebenen klassischen Wegen, einen Krieg zu bezahlen, sind auch andere Finanzierungsmöglichkeiten gang und gäbe, wenn sie auch weit weniger ertragreich sind:
- Umfassende Sparmaßnahmen in allen Bereichen des Staatswesens.
- Beschlagnahmung und Enteignung von Geldern feindlicher Staaten und Staatsangehöriger auf inländischen Konten.
- Beschlagnahmung und Enteignung privater Vermögen sogenannter Staatsfeinde (Oppositionelle, Minderheiten u. a.).
- Abbau und Verkauf von natürlichen Ressourcen in dem Gebiet, welches man unter Kontrolle hat (siehe auch Blutdiamanten).
- Spenden, z. B. die Kampagne Gold gab ich für Eisen
- Zwangsprostitution
- Entführungen mit Lösegelderpressung
- Handel mit Drogen, Waffen, Edelsteinen und Edelmetallen.

Die Herkunft von Geldern, die, insbesondere von Nichtdemokratischen Staaten oder Gruppen, im Krieg ausgegeben werden, ist meist nicht transparent.

#### Organisation und Koordination der Kriegswirtschaft

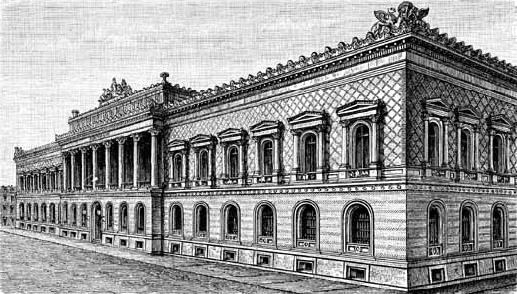
Das Hauptgebäude der Deutschen Reichsbank in Berlin um 1900

Die Organisation der Kriegswirtschaft erfolgt in den Industriestaaten heute und in der Vergangenheit zunächst auf Basis der von Verteidigungs- oder Kriegsministerien geschätzten Bedarfsmengen des Militärs. Die Aufgabe der Finanzierung obliegt in der Regel den jeweiligen Notenbanken.
Die Notenbanken sind dabei keine rein weisungsgebundenen Behörden der Kriegsministerien, sondern können auch steuernd eingreifen, Verhandlungen mit der Industrie führen oder sogar Projekte verhindern. Beispielsweise weigerte sich die Deutsche Reichsbank im Ersten Weltkrieg trotz kaiserlicher Weisung erfolgreich, einen Schlachtschiffneubau als Ersatz für den am 24. Januar 1915 versenkten Kreuzer Blücher zu finanzieren; das Projekt wurde gestrichen.
Für verschiedene einzelne Problemstellungen (wie z. B. eine Holz- oder Eisen-Knappheit) können kleine Arbeitsgruppen aus Behördenvertretern und kompetenten Industriellen des entsprechenden Bereichs gebildet werden, die dann Vorschläge für Einsparungen, neue Produktions- und Beschaffungsmöglichkeiten erarbeiten. Je nach Versorgungslage können diese Vorschläge sich bis tief in den privaten Lebensbereich der Zivilbevölkerung auswirken.

#### Nebenwirkungen der Kriegswirtschaft
Insbesondere die Produktion von Lebensmitteln für die Zivilbevölkerung leidet in der Regel bei langen Kriegen unter Maßnahmen der Kriegswirtschaft. Das liegt
- am Entzug von Arbeitskräften für den Kriegsdienst (z. B. war im Ersten Weltkrieg die Landwirtschaft noch wenig mechanisiert)
- an der Verknappung von Rohstoffen, die die Landwirtschaft benötigt. Dazu gehören in erster Linie Stickstoffverbindungen (z. B. Salpeter), die das Militär für Sprengstoff benötigt und die Landwirtschaft für Kunstdünger.[11]
- Landwirtschaftliche Anbauflächen werden oft im Zuge von Kriegshandlungen zerstört oder unbrauchbar gemacht (z. B. durch Landminen) und die Zufuhr von Lebensmitteln aus dem Ausland wird unterbrochen.
- marschierende Soldaten, z. B. im Winterkrieg, haben einen viel höheren Bedarf an Nahrungsenergie als z. B. ein Student.

Die Zivilbevölkerung leidet, besonders bei ungünstigem Kriegsverlauf, deshalb oft unter Hungersnöten (z. B. Steckrübenwinter 1916/17). In manchen Kriegen bevorzugte ein Land die eigene Zivilbevölkerung vor der Zivilbevölkerung besetzter oder annektierter Gebiete. Zum Beispiel sah der Hungerplan von 1941 das Verhungern in der Sowjetunion vor. Im Hungerwinter in den Niederlanden 1944/45 starben etwa 20.000 Menschen.
In der modernen Kriegswirtschaft kann die Nahrungsmittelversorgung zusätzlich durch Maßnahmen, wie die erzwungene Verwendung von Anbauflächen für Pflanzen zur Drogen- oder synthetischen Treibstoff- Gewinnung, verschlechtert werden.
Der umfassende Einsatz von Bevölkerungsteilen im Krieg, zum Beispiel in der Rüstungsindustrie, als Wehrmachthelferin („Blitzmädel“), als Flakhelfer oder 1945 im Volkssturm (siehe auch Kindersoldat), hat langfristige Auswirkung auf nahezu alle Bereiche des Lebens und kann zu einer erheblichen Schwächung eines Landes oder einer Region für lange Zeit führen. Die hohe Priorität von Rohstoff- sowie Industrieproduktion geht oft zu Lasten der Umwelt und kann schwerste Umweltzerstörungen mit sich bringen, die sich zum Teil erst lange nach dem Ende des eigentlichen Krieges zeigen
(siehe z. B. TNT-Produktion in Deutschland im Zweiten Weltkrieg).
Auch unbeteiligte Drittländer können an Auswirkungen der Kriegsökonomie leiden, beispielsweise weil sie – wie die Schweiz während des Zweiten Weltkriegs – von Konfliktparteien komplett umgeben sind.
In Syrien sanken im Jahr 2016 nach dem Abwurf von Hilfsgütern durch Flugzeuge im betroffenen Gebiet nicht nur die Preise für die abgeworfenen Lebensmittel, sondern auch diejenigen anderer Nahrungsmittel. Dies sei ein Anzeichen von Wucher durch Kriegsgewinnler.

### Zweiter Weltkrieg
Die Kriegswirtschaft im Zweiten Weltkrieg war von entscheidendem Einfluss auf den Kriegsverlauf und seinen Ausgang. Während anfangs die jeweilige Militärtaktik entscheidenden Einfluss hatte, war der Kriegsverlauf ab 1942 wesentlich durch die quantitative Übermacht der Kriegsproduktion der Alliierten beeinflusst. Das Dritte Reich und Japan verfolgten eine Blitzkriegstaktik und waren auf einen längeren Krieg nicht vorbereitet. Großbritannien, die Sowjetunion und die USA hingegen hatten seit Kriegsbeginn konsequent eine drastische Ausweitung der Kriegsproduktion herbeigeführt, mit dem Ziel den Zweiten Weltkrieg nach Art eines Abnutzungskriegs zu gewinnen. Im Dritten Reich war erst Anfang 1942 eine drastische Ausweitung der Kriegsproduktion angestoßen worden.
Die Kriegswirtschaft im Zweiten Weltkrieg führte vor allem bei den Alliierten zu einer deutlichen Ausweitung der Frauenarbeit. Im Dritten Reich und in Japan wurden in großem Umfang Zwangsarbeiter eingesetzt.

## Bedeutung außerhalb des Kriegsfalls
Maßnahmen und Mechanismen der Kriegswirtschaft dienen Ökonomen und Kritikern immer wieder zur Analyse möglicher alternativwirtschaftlicher Szenarien wie der staatlichen Zuordnung von Ressourcen oder Formen der Wirtschaftsdemokratie wie Parecon. Otto Neurath sah die österreichische Kriegswirtschaft des Ersten Weltkrieges 1919 als Gelegenheit zum Übergang in die Naturalwirtschaft.
James Lovelock warf um 2010 auf, dass es angesichts des eskalierenden Klimawandels zu einer temporären Rücknahme demokratischer Freiheiten kommen müsse, wie dies in Kriegszeiten der Fall sei. Auch Ulrike Herrmann schrieb 2022, dass es angesichts Klimafolgen und Biodiversitätskrise geschuldeter Ressourcenknappheit zwangsläufig zur gesteuerten Zuordnung von Gütern kommen müsse, um ein Überleben der Menschheit zu sichern. Als Vorbild diente ihr die britische Kriegswirtschaft des Zweiten Weltkrieges. Andreas Malm forderte dagegen 2020 aus ähnlichen Motiven eine Rückbesinnung auf den weitreichenderen, sowjetrussischen Kriegskommunismus.